# Graaf Dracula

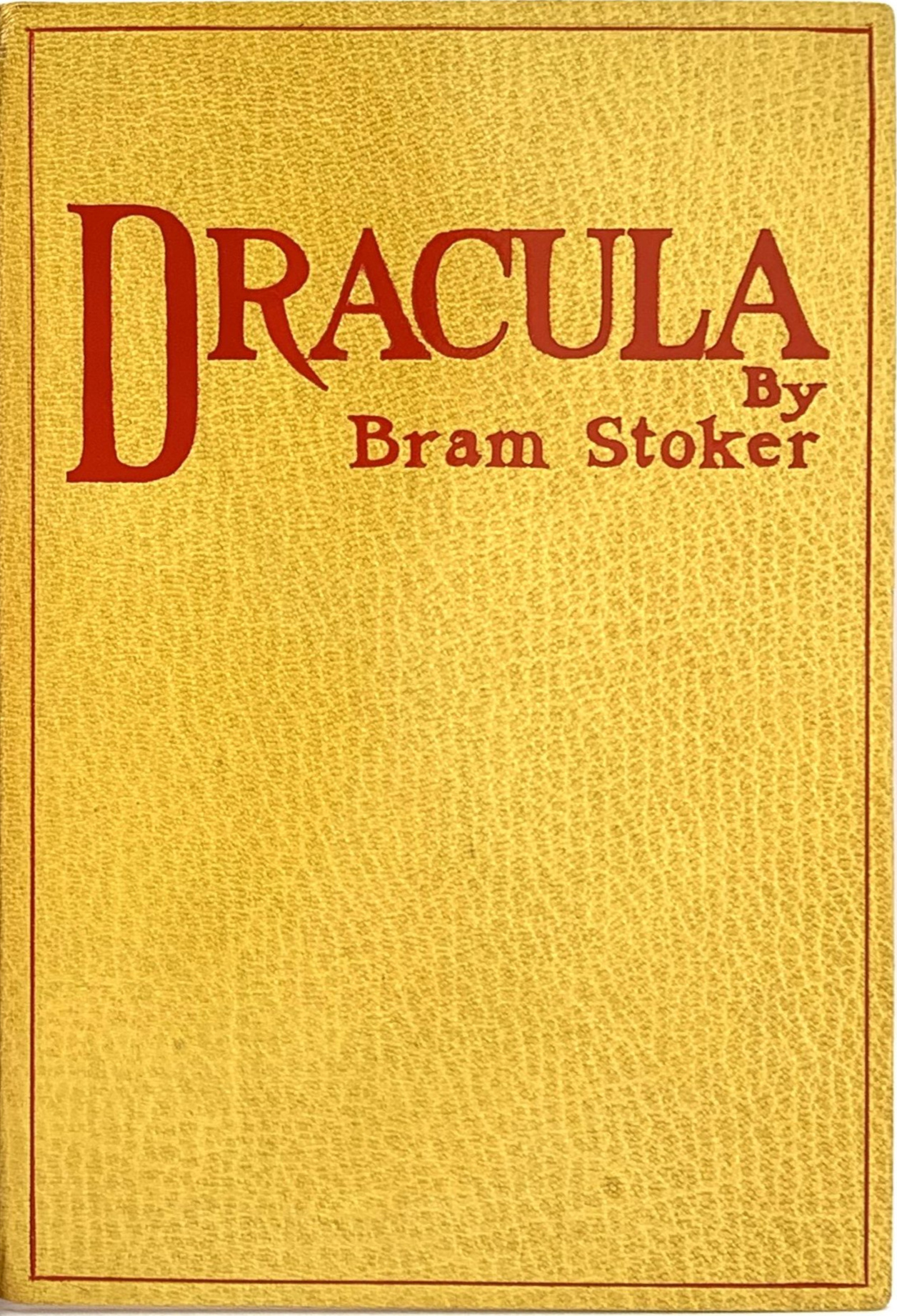
Eerste druk van Bram Stokers Dracula

Graaf Dracula is een fictieve aristocratische vampier uit Transsylvanië, die model heeft gestaan voor de meeste vampiers in de moderne cultuur.
Graaf Dracula is de antagonist en booswicht uit de roman Dracula die geschreven is door de Ier Bram Stoker in 1897. Volgens sommigen is zijn personage door Stoker losjes gebaseerd op de vorst van Walachije, Vlad Dracula, hoewel er geen bewijs is dat Stoker bekend was met deze vorst.
Er zijn diverse films die op deze roman zijn gebaseerd. In enkele van deze films lijkt het personage niet meer op het personage zoals dat door Stoker is neergezet.

## Biografie
Graaf Dracula (zijn voornaam wordt in de roman niet vermeld, hoewel in sommige films hij de voornaam "Vladimir" krijgt) is een eeuwenoude vampier en tovenaar, die volgens eigen zeggen een afstammeling is van Attilla de Hun. Hij woont in een vervallen kasteel in de Karpaten.
In zijn jeugd studeerde Dracula zwarte magie aan de academie van Scholomance. Zo werd hij een meester in alchemie en magie. Tevens deed Dracula tijdens zijn leven ervaring op als militaire leider. Zo bevocht hij volgens Abraham van Helsing de Turken bij de Donau.
Door zijn gebruik van zwarte magie werd hij na zijn dood een vampier en leefde eeuwenlang met zijn drie bruiden in zijn kasteel.
In de 19e eeuw wil hij zijn rijk uitbreiden, te beginnen met Engeland. Hij koopt een landhuis aldaar. De koop wordt geregeld door de advocaat Jonathan Harker. Dracula leert van Harker veel over Engeland. Vervolgens vertrekt hij met een Russisch schip naar Engeland. In Engeland maakt hij een vrouw genaamd Lucy Westenra tot zijn eerste slachtoffer. Later laat hij zijn oog ook vallen op Mina Murray (de verloofde van Jonathan Harker). Tevens vormt Dracula een mysterieuze connectie met een man genaamd Renfield, die in een inrichting zit gerund door Dr. Seward.
Dracula’s aanwezigheid blijft echter niet onopgemerkt, al snel wordt hij doelwit van een groep jagers: Lord Godalming, Van Helsing, Dr. Seward, Jonathan Harker en Quincey Morris. Om aan hen te ontkomen vlucht Dracula uiteindelijk terug naar Transsylvanië, maar de groep spoort hem daar op. Hij wordt gedood door Jonathan Harker en Quincey Morris met messen.

## Uiterlijk
Dracula heeft qua uiterlijk model gestaan voor veel vampiers uit andere verhalen. Voor de publicatie van Dracula waren de meeste vampiers, met name die uit Oost-Europese folklore, afschrikwekkende monsters. Dracula daarentegen was een charismatische edelman.
De Graaf Dracula in de roman is in eerste instantie een grijsaard met een grote snor, enigszins puntige oren en een gebit dat doet denken aan hondentanden. Later in Londen blijkt hij sterk verjongd, mogelijk door het drinken van veel bloed (op reis naar Engeland is hij verantwoordelijk voor de systematische verdwijning van de voltallige bemanning van het schip waar hij mee reist) en vanaf dat moment draagt hij niet alleen een snor, maar ook een zwarte puntbaard.
Zijn uiterlijk in de romans is derhalve in contrast met het klassieke beeld van Graaf Dracula dat ontstaan is door klassieke films uit de 20e eeuw. Hierin is Dracula gladgeschoren met kort zwart haar. Ook verjongt Dracula in de meeste films niet en is hij soms niet bestand tegen daglicht, terwijl hij in het boek wel degelijk in de zon kon rondlopen, zij het in een zwakkere vorm. Volgens zijn vijand Abraham van Helsing moet Dracula echter wel op bepaalde momenten rusten, namelijk met zonsopgang, op het midden van de dag en met zonsondergang.

## Persoonlijkheid
Dracula doet zich meestal kalm en beleefd voor, maar dat is slechts om anderen een vals gevoel van veiligheid te geven. Indien zijn plannen worden verstoord kan hij behoorlijk kwaad worden. Zo is in het boek te lezen hoe hij zijn drie bruiden hardhandig aanpakt wanneer hij ze bij Jonathan betrapt. Dracula is in staat gevoelens te ontwikkelen voor iemand, maar in het boek geeft hij zelf toe dat deze slechts tijdelijk zijn.
Dracula is zeer trots op zijn afkomst. Hij heeft ook veel interesse in de geschiedenis van het Britse koninkrijk.

## Krachten en zwakheden
Dracula beschikt in het verhaal over meerdere bovennatuurlijke krachten, zowel vanwege het feit dat hij een vampier is als vanwege zijn ervaring in de zwarte kunst. Hij beschikt over enorme fysieke kracht, die volgens Van Helsing gelijk is aan die van 20 man. Hij blijft eeuwig jong en kan zelfs jonger worden als hij veel bloed drinkt, waardoor hij niet kan sterven door ouderdom. Dracula kan van gedaante veranderen. Zo verandert hij in de roman in een hond, wolf, muizen, vleermuis, stof en mist. Hij heeft de macht over nachtelijke wezens zoals ratten en vleermuizen.
Een van Dracula’s meest mysterieuze krachten is dat hij zijn vampierbewustzijn kan overbrengen op anderen. Zowel Lucy als Mina beginnen al vampierachtig gedrag te vertonen nog voordat Dracula al hun bloed heeft gedronken.
Dracula’s krachten zijn niet onbeperkt. Gedurende de dag is hij minder sterk. Directe blootstelling aan zonlicht maakt hem zelfs enorm zwak, maar het doodt hem niet zoals in veel andere vampierverhalen. Hij heeft een afkeer van knoflook, heilige voorwerpen, voor echt zilver en een zilveren kruis zet hem in brand. Verder kan hij een gebouw niet betreden tenzij hij daartoe uitgenodigd is.

## Inspiratie
Het personage Dracula is vernoemd naar historische prins Vlad III, bijgenaamd Dracula (wat "zoon van de draak" betekent in het Roemeens en het Latijn). Bram Stoker kwam deze naam tegen toen hij zich verdiepte in Roemeense geschiedenis. De fictieve Dracula lijkt in weinig op de echte. Vlad Dracula behoorde tot de Vlachen. Dracula beweert in het boek van Szeklerse afkomst te zijn. Vlad Dracula was geen graaf maar een prins.
Het is echter een vaak voorkomend misverstand dat Stoker het hele Draculaverhaal gebaseerd zou hebben op Vlad Tepes. Het verhaal rond de vampier was al in grote lijnen uitgetekend toen Stoker op de historische Dracula stootte.

## Trivia
- Eind jaren 80 verscheen de parodiërende tekenfilmserie op televisie over de vegetarische Graaf Duckula.
- In 1964 scoorden ZZ en de Maskers een hit met het nummer Dracula. Ruim 30 jaar later werd dit nummer door cabaretier Freek de Jonge opnieuw uitgevoerd in het televisieprogramma Lalala live.
- Graaf Tel uit Sesamstraat is op Dracula gebaseerd, maar zijn karakter is veel vriendelijker.
- Kasteel Bran in Roemenië wordt vaak aangeduid als het kasteel van Dracula, hoewel dit geen connectie heeft met de fictieve of historische figuur.
- In 1979 is er een persiflage op de Dracula figuur gemaakt in de serie Lederhosen-films (in Nederland: Tiroler seksfilms) waarin de bloeddrinkende graaf (hier met de naam Stanislaus) samen met zijn gemalin (Olivia) voorkomt:  Graf Dracula beisst in Oberbayern. Een nazaat van de graaf (dubbelrol) probeert het voorvaderlijke slot om te bouwen tot een disco met seksshows, zonder te weten dat zijn voorvader in de catacomben slaapt en af en toe rondloopt op zoek naar bloed.